# Jaume Nualart i Serrats
Jaume Nualart i Serrats (Barcelona, 6 de juliol de 1946) és un advocat i polític català.

## Biografia
Participà activament en el moviment antifranquista de la Universitat i el 1980 es va afiliar a Esquerra Republicana de Catalunya (ERC). Dins aquest partit formà part de l'anomenat corrent renovador que s'enfrontà a la direcció del partit i finalment en fou expulsat el 1984.
Amb antics membres de Nacionalistes d'Esquerra formaria el grup Entesa de l'Esquerra Catalana, amb el que fou candidat a les eleccions al Parlament de Catalunya de 1984, i després Entesa dels Nacionalistes d'Esquerra (ENE), partit del que en fou primer secretari fins que es va integrar a Iniciativa per Catalunya de cara a les eleccions al Parlament de Catalunya de 1988, en les que fou elegit diputat per la circumscripció de Barcelona. Fou president de la comissió del Síndic de Greuges del Parlament de Catalunya.